# Karabin MAS 49
Fusil Automatique MAS Modéle 1949 – francuski karabin samopowtarzalny produkowany w latach 1949–1980 przez Manufacture Nationale d'Armes de St-Etienne (MAS).

## Historia konstrukcji
W czasie I wojny światowej armia francuska używała karabinów Lebel i Berthier kalibru 8 x 50 mm R. Wady tej amunicji (stożkowy kształt, wystająca kryza) sprawiły, że postanowiono opracować nową amunicję karabinową. Po kilku latach do eksploatacji wprowadzono nowy nabój 7,5 × 58 mm Mle1924C i eksperymentalną wersję karabinu Lebela oznaczoną jako Mle1886/93 M27. Nowa amunicja miała dobre parametry balistyczne, ale jedną poważną wadę. Jej wymiary zewnętrzne były na tyle zbliżone do niemieckiego naboju 7,92 × 57 mm, że możliwe było omyłkowe załadowanie i odpalenie naboju niemieckiego. Ponieważ kaliber pocisku niemieckiego był większy, zagważdżał on lufę, a wzrastające ciśnienie gazów prochowych niszczyło broń. Dlatego nabój przeprojektowano (największą zmianą było skrócenie łuski) i ponownie wprowadzono jako 7,5 x 54 mm Mle1929C.
Nowym nabojem miał strzelać nowy karabin samopowtarzalny, ale problemy z testowanymi prototypami spowodowały, że postanowiono opracować także karabin powtarzalny. Jako rozwiązanie przejściowe przyjęto do uzbrojenia karabin Berthier Mle1907/15 M34, a rozwiązaniem docelowym miał być nowy karabin powtarzalny MAS 36 (odrzucone zostały projekty firm MAT z Tulle i MAC z Chatelleraut).
Pomimo rozpoczęcia produkcji karabinu MAS 36, nie porzucono planów wprowadzenia do uzbrojenia karabinu samopowtarzalnego. W 1940 roku powstał prototyp oznaczony jako MAS 40. Atak niemiecki w czerwcu 1940 roku przerwał prace nad nową bronią.
Po wyzwoleniu Francji w 1944 roku rozpoczęto formowanie nowych jednostek armii francuskiej. Ich uzbrojenie pochodziło częściowo z lend-lease (M1 Garand, M1 Carbine), częściowo stanowiły je także karabiny zdobyczne (Kar98k). Używano też dużych ilości broni przedwojennej (MAS 36).
Taka mozaika karabinów o różnej konstrukcji, strzelających różną amunicją, sprawiała duże problemy. Dlatego wznowiono produkcję w wyzwolonych wytwórniach francuskich. Początkowo planowano rozpoczęcie produkcji karabinu samopowtarzalnego MAS 40, ale po wyprodukowaniu krótkiej serii (karabiny oznaczono jako MAS 44), produkcję wstrzymano. Uznano, że broń zaprojektowana pod koniec lat trzydziestych jest już przestarzała.
Podjęto decyzję o wznowieniu produkcji karabinów powtarzalnych MAS 36 (także już przestarzałych, ale znajdujących się już w dużych ilościach na uzbrojeniu) i rozpoczęciu prac nad nowym karabinem samopowtarzalnym. Nowa konstrukcja miała być oparta konstrukcji karabinu MAS 44.
Największą zmianą w stosunku do modelu z 1940 roku było wyposażenie nowego karabinu w magazynki wymienne. Wyposażono go także w urządzenie wylotowe, pełniące rolę nasadki do miotania granatów nasadkowych. W 1949 roku karabin został przyjęty do uzbrojenia jako Fusil Automatique Modéle 1949.
W następnych latach karabin MAS 49 (uzupełniany przez pistolet maszynowy MAT 49) stanowił podstawowe uzbrojenie francuskich żołnierzy. W trakcie pierwszej wojny indochińskiej karabiny MAS 49 okazały się solidną i niezawodną, ale nie pozbawioną wad bronią. Za najważniejsze wady uznawano nadmierną masę i długość karabinu. Żołnierze skarżyli się także na brak możliwości montażu na karabinie bagnetu.
W 1956 roku wprowadzono do uzbrojenia zmodernizowaną wersję oznaczoną jako MAS 49/56. Choć początkowo miała być ona uzbrojeniem spadochroniarzy, z czasem całkowicie zastąpiła ona karabin MAS49 (produkcję wersji MAS 49 zakończono w 1965 roku). Opracowano także wersję snajperską oraz wersję przeznaczoną dla armii syryjskiej.
Karabin MAS 49 był produkowany do 1980, ale już rok wcześniej w jednostkach zaczął go zastępować nowy karabin szturmowy FA MAS. Wycofane z uzbrojenia karabiny są obecnie używane jako broń sportowa.

## Wersje karabinu
- MAS 40 (MAS 44) – pierwsza wersja zasilana z magazynka stałego.
- MAS 49 – pierwsza wersja seryjna. Zasilanie z wymiennego magazynka pudełkowego.
- MAS 49 (syryjski) – wersja eksportowa produkowana na zamówienia syryjskie. Podstawową różnicą w stosunku do wersji francuskiej było wyposażenie karabinu w podstawę bagnetu i bagnet skopiowane z karabinu MAS 36.
- MAS 49 (wyborowy) – wyselekcjonowane karabiny MAS 49 o najmniejszym rozrzucie były pozbawiane nasadki do miotania granatów i wyposażane standardowo w celownik optyczny APX L Mle53 o powiększeniu 3,85x. Tak ukompletowane karabiny były używane jako karabiny wyborowe. Wersja ta została zastąpiona przez karabiny FR F1.
- MAS 49/56 – skrócona wersja opracowana początkowo dla wojsk powietrznodesantowych, z czasem wyparła wersję MAS 49. Posiadała skróconą lufę i nowy celownik używany przy strzelaniu granatami nasadkowymi. Karabin MAS 49/56 posiadał możliwość montażu na lufie bagnetu nożowego.

## Opis konstrukcji
Karabin MAS 49 był indywidualną bronią samopowtarzalną. Zasada działania oparta na wykorzystaniu energii gazów prochowych odprowadzanych przez boczny otwór lufy (układ bez tłoka gazowego, z bezpośrednim oddziaływaniem gazów prochowych na suwadło). Zamek ryglowany przez przekoszenie. Mechanizm spustowy tylko do ognia pojedynczego. Zasilanie z magazynków o pojemności 10 naboi. Przyrządy celownicze składały się z muszki (z osłonami bocznymi) i krzywiznowego celownika przeziernikowego (krzywizna na ramieniu, suwak na podstawie). Wszystkie karabiny posiadały na lewej stronie komory zamkowej szynę służącą do montażu celownika optycznego. Lufa zakończona urządzeniem wylotowym pełniącym funkcję nasadki do miotania granatów nasadkowych i tłumika płomieni.

## Dane taktyczno-techniczne
| Wzór                                   | Modèl 1949  | Modèl 1949 (sniper) | Modèl 1949 (syryjski) | Modèl 1949/56 |
| Nabój                                  | 7,5 × 54 mm | 7,5 × 54 mm         | 7,5 × 54 mm           | 7,5 × 54 mm   |
| Długość karabinu (mm)                  | 1100        | 1110                | 1100                  | 1020          |
| Długość karabinu z bagnetem (mm)       | –           | –                   | 1275                  | ?             |
| Długość lufy (mm)                      | 580         | 580                 | 580                   | 525           |
| Masa karabinu niezaładowanego (kg)     | 4,47        | 4,40                | 4,21 (z bagnetem)     | 4,10          |
| Masa karabinu załadowanego (kg)        | 4,72        | 4,83                | 4,52 (z bagnetem)     | 4,10          |
| Pojemność magazynka (szt)              | 10          | 10                  | 10                    | 10            |
| Prędkość początkowa (m/s)              | 823         | 850                 | 850                   | 838           |
| Szybkostrzelność praktyczna (strz/min) | 30          | 24                  | 24                    | 24            |
| Zasięg skuteczny (m)                   | 600         | 800                 | 400                   | 400           |
| Zasięg maksymalny (m)                  | 1200        | 1200                | 1200                  | ?             |